# Pegoscapus assuetus
Pegoscapus assuetus är en stekelart som först beskrevs av Grandi 1938.  Pegoscapus assuetus ingår i släktet Pegoscapus och familjen fikonsteklar. Inga underarter finns listade i Catalogue of Life.